# Maćki
Maćki (niem. Schönbrunn, Szambrun (1946), Maciejki (1947)) – osada w Polsce, w województwie warmińsko-mazurskim, w powiecie węgorzewskim, w gminie Węgorzewo.
Liczy około 100–200 mieszkańców.
W latach 1975–1998 miejscowość należała administracyjnie do województwa suwalskiego.

## Nazwa
28 marca 1949 r. ustalono urzędową polską nazwę miejscowości – Maćki, określając drugi przypadek jako Maćków, a przymiotnik – maciecki.